# Brexit fără acord
Un Brexit fără acord a fost potențiala retragere a Regatului Unit (Marea Britanie) din Uniunea Europeană (UE) fără un acord de retragere. În temeiul articolului 50 din Tratatul privind UE, Tratatele Uniunii Europene ar fi încetat să se aplice odată ce un acord de retragere a fost ratificat sau dacă ar fi trecut doi ani de când un stat membru și-a indicat voința de a pleca. Perioada de doi ani ar fi putut fi prelungită cu acordul unanim al tuturor statelor membre, inclusiv a statului membru care dorea să plece.
Marea Britanie și UE au negociat un astfel de acord de retragere, dar Camera Comunelor Regatului Unit a votat împotriva ratificării acestuia în trei ocazii. Acordul propus conținea dispoziții privind drepturile cetățenilor, aranjamente la frontieră, datorii bănești, și soluționarea litigiilor.
Fără un astfel de acord în vigoare la sfârșitul perioadei specificate la articolul 50 din Tratatul privind Uniunea Europeană, legislația UE și alte acorduri ar fi încetat să se aplice interacțiunilor stabilite între Marea Britanie și restul UE. În plus, interacțiunile Regatului Unit cu țările din afara UE care au fost guvernate de acordurile UE cu aceste țări ar fi trebuit să fie renegociate.
Se preconizează că călătoriile transfrontaliere pe termen scurt (90 de zile) pentru turism vor continua ca înainte, cu toate că există unele inconveniente pentru programele aviației. În timp ce tranzacțiile de bunuri (deși nu servicii) ar fi putut continua să funcționeze în conformitate cu regulile naționale cele mai favorizate de Organizația Mondială a Comerțului (OMC), a fost anticipată o anumită perturbare semnificativă a fluxurilor comerciale stabilite, iar Marea Britanie și UE au pregătit acorduri și (pe termen scurt) înțelegeri pentru riscurile mai grave preconizate să apară. Operațiunea Yellowhammer a fost numele de cod folosit de HM Treasury Regatului Unit pentru planificarea de intervenții civile interguvernamentale pentru posibilitatea unui Brexit fără acord.
Un acord de retragere renegociat a fost ratificat în ianuarie 2020, iar Brexit a continuat la 31 din acea lună.
În februarie 2020, un „Brexit fără acord” rămâne o posibilitate, dar din diferite motive: perioada de tranziție este programată să se încheie la 31 decembrie 2020 cu un nou acord de liber schimb. Acest termen a fost stabilit de guvernul Regatului Unit, dar partea UE consideră că este nerealistă.

## Legături externe
- EU "no-deal" factsheets
- International Agreements if the UK leaves the EU without a deal (DExEU)
- Prepare for Brexit if you live in the UK (UK Government guidance)
- „Would a no-deal Brexit be good for the UK?”. Business Spotlight. 29 martie 2019. Accesat în 9 septembrie 2019.
- „No deal will lead to prolonged and severe political and economic uncertainty”. ukandeu.ac.uk. The UK in a Changing Europe. 4 septembrie 2019. Accesat în 4 septembrie 2019.